# Mauro Marmaglio
Mauro Marmaglio (Brescia, 23 maggio 1962) è un ex calciatore italiano, di ruolo centrocampista.

## Carriera

### Giocatore
La sua carriera calcistica inizia nelle giovanili del Botticino per poi passare a 14 anni al vivaio dell'Inter, arrivando alla prima squadra grazie a delle panchine in Serie A.
A 19 anni approda al Verona, in Serie B, collezionando 16 presenze nel campionato 1981-1982 e contribuendo alla promozione in Serie A. L'anno dopo viene dato in prestito al Palermo dove effettuerà 29 presenze, 3 goal e dove effettuò due presenze nella nazionale cadetta
Nella stagione 1983-1984 arriva all'Arezzo, dove fece solo 8 presenze, e l'anno dopo approda al Barletta dove effettua 32 presenze. Nell'annata 1985-1986 arriva al Trento, in Serie C1, dove gioca per 30 partite.
Da qui in vanti milita stabilmente in Serie C2 per il resto della carriera. Nel campionato 1986-1987 approda all'Alessandria, dove totalizza 28 presenze e 1 gol. Nell'annata 1987-1988 è al Lanciano, dove gioca 30 partite e colleziona 3 gol. Nella stagione 1988-1989 milita per il Ravenna, con 21 partite giocate. Nel 1989-1990 è all'Ospitaletto dove gioca 35 partite. Infine nel 1990-1991 arriva all'Oltrepò dove giocherà 28 partite.

### Allenatore
Due anni dopo inizia la carriera da allenatore per due anni alle giovanili dell'Ospitaletto (Allievi e Berretti). Due anni dopo allena i dilettanti del Medole per un biennio e successivamente il Franciacorta, in Prima Categoria, vincendo il campionato e ottenendo l'approdo in Promozione. Successivamente siede sulla panchina del Lecco, in Serie D, restando in carica solo per 5 partite, per poi spostarsi ai pari categoria del Chiari.
Si ferma per un anno, per poi riprendere con il Lonato nel campionato di Eccellenza; successivamente guida il Capriolo per un triennio, portandoli dalla Seconda alla Prima Categoria, quindi il Castelmella, il Castrezzato per un anno e mezzo, il Valtrompia e infine l'Oltrepò.

### Dopo il ritiro
Oltre alla carriera calcistica, all'età di 28 anni inizia come imprenditore nel settore dell'arredamento, nel 1994 fonda con altri due soci la Tremme e nel 2010 esce dalla società, creando dopo soli sei mesi, Mama Design uno studio di progettazione d'interni, che verrà poi assorbita dalla Efferre Casa&Stile, dove rimase per tre anni. A luglio 2017 Casa&Stile si rinnova e cambia faccia e diventa Metaverso Design dove Mauro Marmaglio è uno dei tre soci.

## Palmarès

### Giocatore

#### Competizioni nazionali
- Campionato italiano di Serie B: 1

Verona: 1981-1982

#### Competizioni internazionali
- Mundialito per club: 1

Inter: 1981